# Clarke Scholes
Clarke Scholes (Estados Unidos, 25 de noviembre de 1930-5 de febrero de 2010) fue un nadador estadounidense especializado en pruebas de estilo libre, donde consiguió ser campeón olímpico en 1952 en los 100 metros.

## Carrera deportiva
En los Juegos Olímpicos de Helsinki 1952 ganó la medalla de oro en los 100 metros estilo libre, con un tiempo de 57.4 segundos, por delante del japonés Hiroshi Suzuki (plata también con 57.4 segundos) y el sueco Göran Larsson (bronce con 58.2 segundos).